# Politique à Mayotte

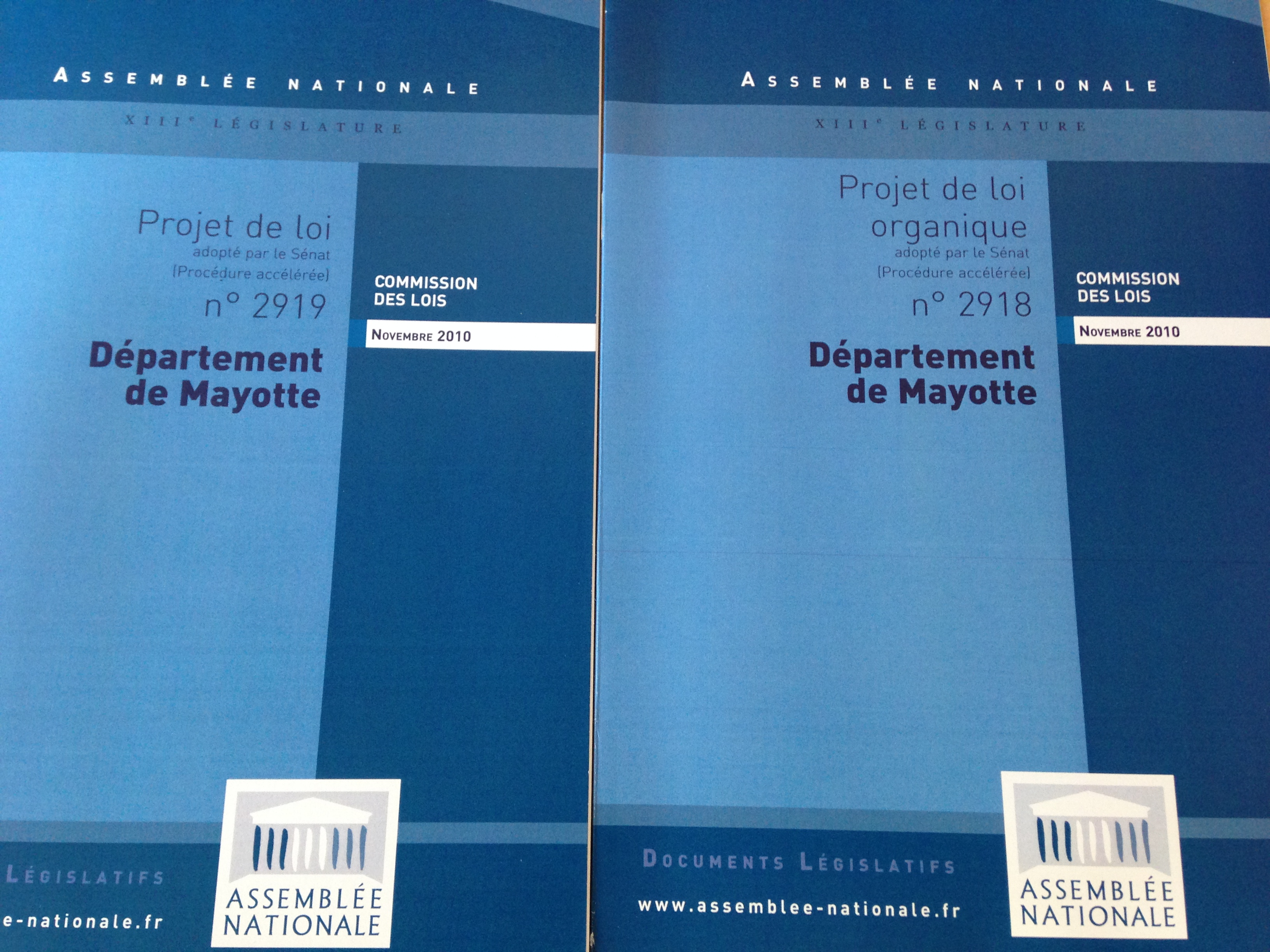
Couvertures de projet de loi et du projet de loi organique examinés par la Commission des lois de l'Assemblée nationale française en novembre 2010 visant à la départementalisation de Mayotte, ayant conduit au statut actuel de l'île : un Département d'Outre-Mer (DOM)

Cette page a pour but de présenter le paysage politique mahorais.

## Partis politiques locaux
- Mouvement départementaliste mahorais (MDM) : mouvement départementaliste du centre.
- Force de l'alternance du Mouvement départementaliste mahorais (FA-MDM) : dissidence du Mouvement départementaliste mahorais, comptait de 2007 à 2012 un député (Abdoulatifou Aly), membre du Modem au niveau national et siégeant comme non inscrit.
- Mouvement populaire mahorais (MPM)
- Le Nouvel élan pour Mayotte (Néma) : parti politique mahorais, créé en 2007 par Saïd Omar Oili, président du conseil général de Mayotte de 2004 à 2008.
- Ouvoimoja : parti politique créé par Gilles Martin en janvier 2012 à Mayotte, parti de rassemblement pour la reconnaissance de l'égalité citoyenne au sein de la République.
- Rassemblement démocratique de Mayotte, parti indépendantiste.
- Front départemental mahorais, parti d'extrême-droite.

## Élections présidentielles
Lors de l'élection présidentielle de 2017, le candidat Les Républicains François Fillon arrive en tête du premier tour à Mayotte avec 32,62 % des voix, devant la candidate Front national Marine Le Pen avec 27,12 % et le candidat d'En marche Emmanuel Macron . Au second tour, c'est ce dernier qui l'emporte dans le département avec 57,15% des voix. Marine Le Pen obtient 42,89 % , soit plus que son score national (33,9%).